# Tom Cheek
Pour les articles homonymes, voir Cheek.
Thomas F. Cheek (13 juin 1939 — 9 octobre 2005) est un animateur de radio américain connu pour avoir été le descripteur des parties de baseball des Blue Jays de Toronto de 1977 à 2004.

## Carrière
Natif de Pensacola, Floride, États-Unis, Tom Cheek devient le descripteur des matchs des Blue Jays de Toronto dès la première saison d'existence de la franchise canadienne, en 1977. À partir du premier match de l'histoire de l'équipe, le 7 avril 1977, il décrit tous les matchs sans exception jusqu'au 3 juin 2004, où le décès de son père le force à prendre congé. Au total, il s'agit d'une séquence de 4 344 parties de suite, dont 4 306 de saison régulière et 41 de séries d'après-saison.
Cheek a décrit les deux victoires des Blue Jays en Série mondiale (1992 et 1993) ainsi que le match sans point ni coup sûr de Dave Stieb en 1990.
Il fit également partie de l'équipe d'ABC Sports aux Jeux olympiques de Lake Placid en 1980 et de Sarajevo en 1984.
Cheek est décédé le 9 octobre 2005 à Oldmsar (Floride) à l'âge de 66 ans. Les joueurs des Blue Jays ont porté en 2006 sur leur uniforme un badge spécial rendant hommage à Cheek.

## Récompenses
Tom Cheek est finaliste depuis 6 ans au prix Ford C. Frick, décerné par le Temple de la renommée du baseball aux membres des médias ayant accompli beaucoup pour le baseball. Frick fait partie des 10 nommés depuis 2005. En 2010, il domina le vote populaire visant à déterminer 3 des 10 nommés, récoltant 5 930 votes via Facebook, devançant Jacques Doucet de 747 voix.
Le 5 décembre 2012, Cheek est nommé gagnant du prix Ford C. Frick pour 2013. Il sera honoré à titre posthume au Temple de la renommée du baseball à Cooperstown le 28 juillet 2013.